# Dragoljub Aleksić
Dragoljub Aleksić (Vina kod Knjaževca, 9. avgust 1910 — Beograd, 4. novembar 1985), bio je srpski i jugoslovenski filmski scenarista, reditelj, producent, akrobata i glumac, poznat u jugoslovenskim, evropskim i svetskim okvirima.

## Osnovni biografski podaci
Nakon završene osnovne škole i kovačkog zanata napušta rodno selo, Vinu i odlazi u Beograd gde formira sopstvenu akrobatsku artističku trupu i ubrzo postaje jedna od najslavnijih domaćih ličnosti svog doba. Umro je u Beogradu u domu za stare, na Bežanijskoj kosi, u krajnjem siromaštvu. Od tada do danas, lik Dragoljuba Aleksića predstavlja značajnu tačku interesovanja u umetničkim i teorijskim krugovima naše zemlje.
Aleksić je u periodu između dva svetska rata nastupao širom čitave Jugoslavije i Evrope. Tokom 1931. godine nastupao je u Kruševcu, tom prilikom je bio uhapšen. Septembra 1936. pojavio se u Beogradu sa topom za ispaljivanje ljudi.
Piše scenario, režira, producira i igra glavnu ulogu u prvom srpskom filmu sa snimljenim filmskim dijalogom Nevinost bez zaštite, priču o junaku koji pomaže i spašava od nasilja sirotu, nezaštićenu devojku. U produkciji su mu pomogli saradnici Ivan Mišković, producent i Stevan Živković, snimatelj. Film je videlo oko 80.000 Beograđana.
Zbog ovog, u amaterskim uslovima snimljenog filma, Aleksić ima problema sa Nemcima, ali i sa novim vlastima nakon oslobođenja. Nemačka okupaciona vlast ga sumnjiči za podrivanje nacističkog režima i pobunu protiv okupacione vlasti, jer projekcija njegovog filma izaziva ovacije koje su, po pričama Beograđana onog vremena, nadjačale ton u susednom, nemačkom bioskopu. Komunistička partija ga, nakon završetka drugog svetskog rata, proglašava kolaboracionistom i izvodi pred sud, zbog sumnje da je filmski materijal, kamere i ostalu tehniku dobio od Nemaca, kao njihov saradnik. U oba procesa koji su vođeni protiv njega Aleksić dobija oslobađajuću presudu.
Film Nevinost bez zaštite je sačuvan samo u fragmentima. Njih, uz komentare samog Aleksića, možete videti u istoimenom filmu Dušana Makavejeva snimljenom 1968. godine. Osim tumačenja glavne uloge u sopstvenom filmu Aleksić igra i u filmu Desant na Drvar Fadila Hadžića (1963).
Ulogu Dragoljuba Aleksića Čoveka od čelika tumači Nenad Jezdić u filmu Čarlston za Ognjenku, Uroša Stojanovića (2008).
Danas u beogradskom naselju Zemun Polje postoji Ulica akrobate Aleksića.
Sahranjen je na Centralnom groblju u Beogradu.

## Humanitarni rad i akrobatske atrakcije
Osim velike hrabrosti i artističke veštine, ono što Aleksića čini još većim herojem sopstvenog i današnjeg vremena je velika humanost koju je iskazivao tokom svoje karijere, donirajući velika novčana sredstva različitim humanitarnim, sportskim i drugim udruženjima građana. Njegov evropski značaj i slavu potvrđuju brojni dokumenti, zahvalnice, priznanja kao i novinski članci koji veličaju Aleksićev lik i delo.
Javno je izvodio neverovatne poduhvate: savijanje gvozdene šipke, kidanje lanca zubima, hodanje po žici razapetoj između vrhova zgrada, bez zaštitne mreže... Leteo je iznad Kalemegdana, prvi put 21. aprila 1940, ali i ostalih evropskih gradova, držeći se samo zubima za uže ispod avionskog trupa. Retki sačuvani filmski snimci svedoče o nesvakidašnjim podvizima ovog jedinstvenog čoveka. Nakon leta iznad Kalemegdana, "konkurenti" su proneli glas da je poginuo. Da bi dokazao da je živ, početkom jula 1940. je ispred "Šumatovca" kidao zubima lanac.

## Filmografija
- Nevinost bez zaštite (1942) Dragoljub Aleksić , Ivan Mišković
- Desant na Drvar (1963) Fadil Hadžić

## Spoljašnje veze
- Dragoljub Aleksić na sajtu  (jezik: engleski)
- Naš Hudini zadivio svet („Večernje novosti“, 6. februar 2016)
- Atleta Dragoljub Aleksić od sjaja do očaja - čovek od čelika i nežnog srca humanitarca (B92, 9. avgust 2021)